# Amado Crowley
Amado Crowley (26 de enero de 1930 - 2010) era el seudónimo de un mago y escritor de ocultismo inglés que afirmaba ser el hijo ilegítimo secreto del ocultista y místico Aleister Crowley (1875-1947). Durante un período de más de treinta años, desde principios de la década de 1970 hasta la de 2000, enseñó a pequeños grupos de estudiantes privados principalmente en Inglaterra y Francia y publicó muchos libros y grabaciones de audio de sus enseñanzas.

## Detalles biográficos
Amado Crowley se anunció inicialmente al mundo oculto a través de su nombre adoptado en 1971, cuando tenía más de cuarenta años, a través de una declaración enviada a los editores de la enciclopedia, Man, Myth & Magic (Hombre, Mito y Magia). Sin embargo, más tarde se deduciría de su libro de 1991, Los secretos de Aleister Crowley, que su nombre fue registrado al nacer como Andrew Standish, aunque esto no ha sido confirmado.
Al igual que Aleister Crowley, Amado usó y enseñó una mezcla sincrética de técnicas mágicas occidentales junto con métodos orientales que incluían la meditación y el yoga. Sin embargo, sostuvo que la piedra angular de la religión de Aleister de Thelema, y su libro principal; El libro de la ley, era un fraude y que El libro de la desolación, un supuesto texto que Aleister le dio, es la única verdadera escritura sagrada Crowleyana. El libro aún no se ha publicado y solo ha sido visto por otra persona que no sea Crowley, el escritor, músico y cineasta Jason Brett Serle.
Los biógrafos de Crowley no han encontrado evidencia documental con respecto a la afirmación de Amado de ser descendiente de Aleister Crowley, y los estudiosos de Crowley descartan universalmente la afirmación como falsa. Gerald Suster escribió:

"Amado afirma en su libro que Aleister le enseñó entre los 7 y los 14 años, es decir, 1937-1944. Si es así, ¿por qué no hay una sola mención de este asunto vital en los diarios de Crowley? Allí registra asuntos tan triviales como la rotura de un diente o la calidad de su cena: pero no le parece oportuno registrar encuentros con una iniciación de un hijo destinado a ser su sucesor."

Murió en febrero de 2010.[cita requerida]

## Libros
- Liber Lucis: a new exposition of the Law of Thelema prepared according to the instructions of Master Therion 666, and by his son here proclaimed Master Amado 777, autopublicado, 1972.
- Liber Alba, 1975; en línea, 1999.
- The Neophyte Robe, c. 1975; en línea, 1999.
- Rad Tungol (The Star Road) A Handbook of Ritual Magick, autopublicado, 1975.
- The Secrets of Aleister Crowley, Leatherhead, Diamond, 1991.
- The Riddles of Aleister Crowley, Leatherhead, Diamond, 1992.
- The Wrath of Aleister Crowley, Guildford, Diamond, 1994.
- Lewd Ghosts, Guildford, Diamond, 1994.
- Quest Magic, Guildford, Diamond, 1997.
- A Beginners Guide to Occultism, en línea, 1999.
- Excalibur (electronic book), 2001.
- The Sacred Mountain.